# Liste der Baudenkmäler in Solingen-Mitte
Die Liste der Baudenkmäler in Solingen-Mitte enthält die denkmalgeschützten Bauwerke auf dem Gebiet von Solingen-Mitte, Stadtbezirk Mitte, in Nordrhein-Westfalen (Stand: 1. Juli 2022). Diese Baudenkmäler sind in der Denkmalliste der Stadt Solingen eingetragen; Grundlage für die Aufnahme ist das Denkmalschutzgesetz Nordrhein-Westfalen (DSchG NRW).

## Baudenkmäler
| Bild           | Bezeichnung                                               | Lage                                               | Beschreibung | Bauzeit                                                                      | Eingetragen seit                                                       | Denkmal- nummer  |
| -------------- | --------------------------------------------------------- | -------------------------------------------------- | --- | ---------------------------------------------------------------------------- | ---------------------------------------------------------------------- | ---------------- |
| weitere Bilder | Wohnhaus                                                  | Mitte Alfred-Nobel-Straße 14 Karte                 | Großvolumiges, zweieinhalbgeschossiges Fachwerkhaus mit Krüppelwalmdach, ehemaliges Hofgebäude des Kannenhofs |                                                                              | 21. Januar 1992                                                        | 911 Wikidata     |
| weitere Bilder | Haus Tückmantel                                           | Mitte Am Neumarkt 1 Kölner Straße 73, 75, 77 Karte | Wohn- und Geschäftsgebäude mit Stuckfassade im Stil des Historismus | 1892                                                                         | 22. November 1993                                                      | 935 Wikidata     |
| weitere Bilder | Eckgebäude                                                | Mitte Am Neumarkt 49a Karte                        | Dreigeschossiges gründerzeitliches Eckwohnhaus mit haubenbekröntem Turmerker | 1888                                                                         | 21. Januar 1992                                                        | 913 Wikidata     |
| weitere Bilder | Wohnhaus                                                  | Mitte Am Neumarkt 51 Karte                         | Zweigeschossiges Wohnhaus in halbgeschlossener Bauweise mit fünf Fensterachsen und reich ornamentierter Fassade im Historismus und Jugendstil unter Satteldach, die Mittelachse durch einen kleinen Giebel bekrönt          |                                                                              | 21. Januar 1992                                                        | 912 Wikidata     |
| weitere Bilder | Wohnhaus                                                  | Mitte Am Neumarkt 53 Karte                         | Zweigeschossiges Wohnhaus in halbgeschlossener Bauweise mit fünf Fensterachsen und reich ornamentierter Fassade im Historismus und Jugendstil unter Satteldach                                                              |                                                                              | 30. Januar 1992                                                        | 917 Wikidata     |
| weitere Bilder | Wohnhaus                                                  | Mitte Augustastraße 16 Karte                       | Zweigeschossiger, traufständiger Putzbau mit drei Fensterachsen und charakteristischen Rundbogenfenstern, rustizierter Fassade und aufwendigem Traufgesims                                                                  |                                                                              | 21. Januar 1992                                                        | 910 Wikidata     |
| weitere Bilder | Wohnhaus                                                  | Mitte Augustastraße 43 Karte                       | Zweigeschossiges traufständiges Wohnhaus in halbgeschlossener Bauweise mit historistischer Stuckfassade | 1896 (Fassadeninschrift)                                                     | 28. Juli 1987                                                          | 800 Wikidata     |
| weitere Bilder | Alter Hauptbahnhof                                        | Mitte Bahnhofstraße 15 Karte                       | Bahnhofsempfangsgebäude bestehend aus massiven Altbau und gläserner Empfangshalle, inklusive rückwärtig anliegender Bahnsteigbrücke und altem, massiven Stellwerk mit Zierfachwerk                                          | 1890 / 1910 (Altbau, Bahnsteigbrücke, Stellwerk), 1956 (Empfangshalle)       | 21. April 1993                                                         | 929 Wikidata     |
| weitere Bilder | Wohnhaus                                                  | Mitte Beethovenstraße 31 Karte                     | Zweigeschossiges, traufständiges Schieferhaus mit vier Fensterachsen, vierachsigem Zwerchhaus im neubergischen Stil, außerdem Traufgesims und Putzsockel                                                                    | um 1890                                                                      | 9. März 1987                                                           | 791 Wikidata     |
| weitere Bilder | Wohnhaus                                                  | Mitte Beethovenstraße 33 Karte                     | Zweigeschossiges, traufständiges Schieferhaus mit drei Fensterachsen, dreiachsigem Zwerchhaus im neubergischen Stil, außerdem Traufgesims und Putzsockel                                                                    | um 1890                                                                      | 23. Januar 1992                                                        | 914 Wikidata     |
| weitere Bilder | Wohnhaus                                                  | Mitte Beethovenstraße 35 Karte                     | Zweigeschossiges, traufständiges vierachsiges Schieferhaus mit Zwerchhaus, daran angebaut ein weiteres zweigeschossiges Schieferhaus                                                                                        | um 1890                                                                      | 23. Januar 1992                                                        | 916 Wikidata     |
| weitere Bilder | Wohnhaus                                                  | Mitte Beethovenstraße 148 Karte                    | Eingeschossiges Schieferhaus mit vier Fensterachsen, Traufgesims und Satteldach |                                                                              | 12. Dezember 1984                                                      | 374 Wikidata     |
| weitere Bilder | Wohnhaus                                                  | Mitte Beethovenstraße 179 Karte                    | Zweigeschossiges Schieferhaus mit vier Fensterachsen, Putzsockel und Satteldach |                                                                              | 12. Dezember 1984                                                      | 376 Wikidata     |
| weitere Bilder | Wohnhaus                                                  | Mitte Birkenweiher 8 Karte                         | Zweigeschossiges Schieferhaus mit drei Fensterachsen, Putzsockel, Satteldach und Freitreppe |                                                                              | 12. Dezember 1990                                                      | 894 Wikidata     |
| weitere Bilder | Wohnhaus                                                  | Mitte Birkenweiher 27 Karte                        | Zweigeschossiges, giebelständiges Putzgebäude im Jugendstil | um 1902                                                                      | 14. September 1988                                                     | 877 Wikidata     |
| weitere Bilder | Villa                                                     | Mitte Birkenweiher 77 Karte                        | Neubarocke Villa mit repräsentativem Standerkern einschließlich Gartenbereich und Einfriedung | 1925                                                                         | 31. Mai 1999                                                           | 996 Wikidata     |
| weitere Bilder | ehemalige Reichsbank-Nebenstelle                          | Mitte Birkerstraße 10 Karte                        | Zweieinhalbgeschossiges Verwaltungsgebäude mit neobarocker Fassadengestaltung mit Pilastergliederung und Mansarddach | 1908                                                                         | 25. Oktober 1984                                                       | 137 Wikidata     |
| weitere Bilder | ehemalige Badeanstalt Birker Bad                          | Mitte Birkerstraße 57 Karte                        | Badeanstalt mit diversen An- und Ausbauten und gründerzeitlicher Stuckfassade mit Jugendstilelementen | 1902 bis 1903                                                                | 31. Januar 1991                                                        | 895 Wikidata     |
| weitere Bilder | Wohnhaus                                                  | Mitte Blumenstraße 13 Karte                        | Zweigeschossiges Schieferhaus mit fünf Fensterachsen und Satteldach sowie einem kleinen Dreiecksgiebel über der Mittelachse                                                                                                 |                                                                              | 8. August 1995                                                         | 963 Wikidata     |
| weitere Bilder | ehem. Fabrikgebäude                                       | Mitte Blumenstraße 91 Karte                        | Ehem. Fabrikgebäude der Fa. Perlmann, dreigeschossiger Ziegelbau mit Putzsockel |                                                                              | 30. Oktober 1984                                                       | 153 Wikidata     |
| weitere Bilder | Wohnhaus                                                  | Mitte Blumenstraße 92 Karte                        | Zweigeschossiges traufenständiges Schieferhaus, eine bauliche Einheit mit Blumenstraße 94, 96 | 1892                                                                         | 21. Februar 1991                                                       | 896 Wikidata     |
| weitere Bilder | Fachschule für Metallgestaltung                           | Mitte Blumenstraße 93 Karte                        | Schulgebäude im Jugendstil, angelehnt an Bergische Villenbauweise | um 1908                                                                      | 30. Oktober 1984                                                       | 153 Wikidata     |
| weitere Bilder | Wohnhaus                                                  | Mitte Blumenstraße 94, 96 Karte                    | Zweigeschossiges traufenständiges Schieferhaus, eine bauliche Einheit mit Blumenstraße 92 | 1892                                                                         | 11. Juni 2001                                                          | 1017 Wikidata    |
| weitere Bilder | ehemalige Berufsschule                                    | Mitte Burgstraße 15 Karte                          | Zweigeschossiger Verwaltungsbau mit Ziegelfassade im Stil des Klassizismus | 1883                                                                         | 30. Oktober 1984                                                       | 155 Wikidata     |
| weitere Bilder | Wohnhaus                                                  | Mitte Büschberg 1 Karte                            | Zweigeschossiges, teils verbrettertes Schieferhaus mit Schleppdach, zur Hofschaft Büschberg gehörig |                                                                              | 12. Dezember 1984                                                      | 380 Wikidata     |
| weitere Bilder | Wohnhaus                                                  | Mitte Büschberg 3 Karte                            | Eingeschossiges Fachwerkhaus mit Satteldach, zur Hofschaft Büschberg gehörig |                                                                              | 3. Dezember 1984                                                       | 381 Wikidata     |
| weitere Bilder | Nebengebäude                                              | Mitte Büschberg 10 Karte                           | Eineinhalbgeschossiges Fachwerkhaus mit Satteldach, zur Hofschaft Büschberg gehörig |                                                                              | 12. Dezember 1984                                                      | 382 Wikidata     |
| weitere Bilder | Wohnhauskomplex                                           | Mitte Büschberg 11, 13, 15, 17 Karte               | Großer, teils verschieferter Fachwerkhauskomplex, zur Hofschaft Büschberg gehörig (Haupthofschaftshaus) | 1746/1750 (Nr. 11), Anf. 17. Jh. (Nr. 13), 1746/1750 (Nr. 15), 1570 (Nr. 17) | 3. Dezember 1984                                                       | 383 Wikidata     |
| weitere Bilder | Wohnhaus                                                  | Mitte Büschberg 19 Karte                           | Zweigeschossiges, teils verschiefertes Fachwerkhaus mit Satteldach, zur Hofschaft Büschberg gehörig | 1837                                                                         | 9. Januar 1985                                                         | 384 Wikidata     |
| weitere Bilder | Wohnhaus                                                  | Mitte Büschberg 21 Karte                           | Zweigeschossiges Schieferhaus mit Krüppelwalmdach, zur Hofschaft Büschberg gehörig | 1746/1747                                                                    | 12. Dezember 1984                                                      | 385 Wikidata     |
| weitere Bilder | St.-Clemens-Kirche                                        | Mitte Cronenberger Straße Karte                    | Großer, neugotischer Bau mit zwei Paralleltürmen auf der Portalseite, wiederaufgebaut nach Plänen von Dominikus Böhm | 1890 bis 1892                                                                | 20. Dezember 1993                                                      | 938 Wikidata     |
| weitere Bilder | Rathaus                                                   | Mitte Cronenberger Straße 59/61 Karte              | Dreieinhalbgeschossige Verwaltungsbauten aus der Gründerzeit, bestehend aus Hauptgebäude mit unverputzter Ziegelfassade und Nebengebäude mit repräsentativer Stuckfassade                                                   |                                                                              | 21. Februar 1991                                                       | 898 Wikidata     |
| weitere Bilder | Wohnhaus                                                  | Mitte Cronenberger Straße 65 Karte                 | Viergeschossiges Stadtwohnhaus mit Jugendstil-Fassade | 1903/1904                                                                    | 19. Juni 2000                                                          | 1009 Wikidata    |
| weitere Bilder | Wohnhaus                                                  | Mitte Dingshauser Straße 65b Karte                 | Zweigeschossiges, traufenständiges Fachwerkhaus mit Satteldach, eine bauliche EInheit mit Dingshauser Straße 65c, zur Hofschaft Mittelgönrath gehörig                                                                       |                                                                              | 23. Oktober 1984                                                       | 96 Wikidata      |
| weitere Bilder | Wohnhaus                                                  | Mitte Dingshauser Straße 72, 72a, 72c Karte        | Großes, 7-achsiges Fachwerkhaus mit Putzsockel und Satteldach, zur Hofschaft Mittelgönrath gehörig |                                                                              | 28. März 1991                                                          | 892 Wikidata     |
| weitere Bilder | ehemalige Hauptschule                                     | Mitte Eintrachtstraße 31 Karte                     | Zweigeschossiger Schulbau der Gründerzeit Gebäudehülle | 1908/1912                                                                    | 30. Oktober 1984 (Portal rechts und links) 1. Juli 2013 (Gebäudehülle) | 156 Wikidata     |
| weitere Bilder | Wohnhaus                                                  | Mitte Elisenstraße 8 Karte                         | Zweigeschossige, neubarocke Villa mit repräsentativer Fassade, und Anbau | 1896 (Hauptgebäude), 1928 (Anbau)                                            | 22. Februar 1988                                                       | 857 Wikidata     |
| weitere Bilder | Jüdischer Friedhof                                        | Mitte Estherweg Karte                              | | 1718 bis 1941 (letzte Bestattung)                                            | 15. Juni 2001                                                          | 1018 Wikidata    |
| weitere Bilder | ehemalige Dampfschleiferei                                | Mitte Flensburger Straße 5 Karte                   | Zweiegschossiger, traufenständiger Ziegelbau mit Anbau | 1910                                                                         | 19. Juni 2000                                                          | 1008 Wikidata    |
| weitere Bilder | Fleußmühle                                                | Mitte Fleußmühle 1 Karte                           | Zweigeschossiges Mühlengebäude aus Fachwerk, teilweise mit Schieferverkleidung | 1758                                                                         | 18. September 1984                                                     | 2 Wikidata       |
| weitere Bilder | Verwaltungsgebäude                                        | Mitte Friedrichstraße 27 Karte                     | Dreigeschossiges, ziegelsichtiges Verwaltungsgebäude im Neoklassizismus | 1912                                                                         | 24. März 2015                                                          | 1045 Wikidata    |
| weitere Bilder | ehemalige Schule                                          | Mitte Friedrichstraße 46 Karte                     | Zweigeschossiges traufenständiges Schulgebäude in neun Achsen, weit hervortretender drei- bzw. vierachsiger Mittelrisalit, Ziegelsichtfassaden und Rundbogenfenster im Stil des Klassizismus                                | 1857/1859                                                                    | 2. Oktober 1984                                                        | 27 Wikidata      |
| weitere Bilder | Wohnhaus                                                  | Mitte Friedrichstraße 50 Karte                     | Zweigeschossiges traufständiges Wohnhaus mit Satteldach, fünf Fensterachsen und Dreiecksgiebel über der Mittelachse, Fassadengestaltung im Stil des Klassizismus                                                            | 1859                                                                         | 20. Februar 1995                                                       | 948 Wikidata     |
| weitere Bilder | Eckgebäude                                                | Mitte Friedrichstraße 63 Karte                     | Dreigeschossiges Eckwohnhaus des Jugendstils mit charakteristischen Schweifgiebeln | 1913                                                                         | 28. Juli 1994                                                          | 945 Wikidata     |
| weitere Bilder | Wohnhaus                                                  | Mitte Geilenberg 9 Karte                           | Kleines, zweigeschossiges Fachwerkhaus mit Schieferverkleidung |                                                                              | 12. Dezember 1984                                                      | 402 Wikidata     |
| weitere Bilder | Wohnhausgruppe                                            | Mitte Grunenburg 1, 2, 4 Karte                     | Häusergruppe aus dem Fachwerkdoppelhaus 1, 2 sowie dem Fachwerknebengebäude 4 |                                                                              | 9. Oktober 1984                                                        | 68 Wikidata      |
| weitere Bilder | Wohnhaus                                                  | Mitte Hasseldeller Weg 82, 83 Karte                | Zweigeschossiger Fachwerkhauskomplex mit Putzsockel und Satteldach |                                                                              | 23. Oktober 1987                                                       | 813 Wikidata     |
| weitere Bilder | Friedhof                                                  | Mitte Kasinostraße 37                              | Grabstätte Isaac König Feld 14, Grabstellen 363, 364 und 365 |                                                                              | 23. Dezember 1991                                                      | 907              |
| weitere Bilder | Friedhof                                                  | Mitte Kasinostraße 37                              | Grabstätte der Familie J.A. Henckels jun. Feld 1, Grabstellen 666–672, 704–710, 742–748 |                                                                              | 23. Dezember 1991                                                      | 908              |
| weitere Bilder | Friedhof                                                  | Mitte Kasinostraße 37                              | Grabstätte der Familie J.A. Henckels (sen.) Feld 15, Grabstellen 5, 6, 7 und 8 |                                                                              | 23. Dezember 1991                                                      | 909              |
| weitere Bilder | Friedhof                                                  | Mitte Kasinostraße 37 Karte                        | Grabstätte der Familie Beckmann Feld 1, Grabstellen 1426–1434, 1464–1472, 1502–1510 | um 1887                                                                      | 8. November 2010                                                       | 1035             |
| weitere Bilder | Wohnhaus                                                  | Mitte Katternberger Straße 22 Karte                | Repräsentatives, zweieinhalbgeschossiges Stadthaus mit Mansarddach | um 1910                                                                      | 14. Februar 2002                                                       | 1020 Wikidata    |
| weitere Bilder | Wohnhaus                                                  | Mitte Katternberger Straße 24 Karte                | Steil proportioniertes, dreistöckiges, bürgerliches Stadthaus, Wohnhaus von Emil Kronenberg | um 1910                                                                      | 11. Juni 2001                                                          | 1016 Wikidata    |
| weitere Bilder | Grundschule                                               | Mitte Katternberger Straße 39 Karte                | Hohes, dreigeschossiges Schulhaus der Gründerzeit inklusive Turnhalle | 1909 bis 1910                                                                | 30. Oktober 1984 1. Juli 2013 (Turnhalle)                              | 154 Wikidata     |
| weitere Bilder | Eckgebäude                                                | Mitte Katternberger Straße 57 Karte                | Dreigeschossiges Wohn- und Geschäftshaus mit Stuckfassade mit Jugendstilelementen und charakteristischem Turmerker | 1904                                                                         | 3. Dezember 2001                                                       | 1019 Wikidata    |
| weitere Bilder | Wohnhaus                                                  | Mitte Klauberg 14 Karte                            | Kleiner Fachwerkhauskomplex |                                                                              | 27. November 1984                                                      | 368 Wikidata     |
| weitere Bilder | Wohnhaus                                                  | Mitte Klauberger Straße 41 Karte                   | Voll verschiefertes Bergisches Patrizierhaus |                                                                              | 18. Oktober 1995                                                       | 964 Wikidata     |
| weitere Bilder | Wohnhaus                                                  | Mitte Klingenstraße 121, 123 Karte                 | Teils verschieferter Fachwerkhauskomplex |                                                                              | 20. Juli 1987                                                          | 796 Wikidata     |
| weitere Bilder | Wohnhaus                                                  | Mitte Kohlfurth 37 Karte                           | Großes, größtenteils mit traditionellen Holzschindeln verkleidetes Fachwerkhaus | 1615 (Fassadeninschrift im Fachwerkgiebel)                                   | 18. September 1984                                                     | 8 Wikidata       |
| weitere Bilder | Kohlfurther Brücke                                        | Mitte Kohlfurther Straße Karte                     | Fachwerkträgerbrücke aus Stahl | 1893                                                                         | 3. Mai 2006                                                            | 1029 Wikidata    |
| weitere Bilder | Martin-Luther-Kirche                                      | Mitte Kölner Straße Karte                          | Massiver, neoromanischer Zentralbau | 1898 bis 1901                                                                | 9. August 1988 21. Oktober 2002                                        | 874 Wikidata     |
| weitere Bilder | Villa Jellinghaus                                         | Mitte Kölner Straße 1 Karte                        | Spätklassizistisches, massives Villengebäude mit besonders repräsentativem Hauseingang, erbaut für den Kaufmann Wilhelm Jellinghaus                                                                                         | 1840                                                                         | 2. Oktober 1984                                                        | 31 Wikidata      |
| weitere Bilder | Gebäude der Industrie- und Handelskammer                  | Mitte Kölner Straße 8 Karte                        | einschließlich Gartenanlage | 1950er Jahre                                                                 | 30. Januar 1992                                                        | 918 Wikidata     |
| weitere Bilder | Wohnhaus                                                  | Mitte Kölner Straße 10 Karte                       | Zweiegschossiges Bergisches Patrizierhaus im klassizistischen Stil, erbaut für den Kaufmann Johann Daniel von Recklinghausen                                                                                                | 1811                                                                         | 3. Juni 1992                                                           | 920 Wikidata     |
| weitere Bilder | Verwaltungsgebäude Spar- und Bauverein                    | Mitte Kölner Straße 47 Karte                       | Viergeschossiger Verwaltungsbau mit Ziegelfassade | 1920er Jahre                                                                 | 22. Juli 2002                                                          | 1021 Wikidata    |
| weitere Bilder | Verwaltungsgebäude AOK                                    | Mitte Kölner Straße 49, 51 Karte                   | Viergeschossiger Verwaltungsbau mit Ziegelfassade und zinnenbesetztem Turm | 1920er Jahre                                                                 | 22. Juli 2002                                                          | 1022 Wikidata    |
| weitere Bilder | Postgebäude                                               | Mitte Kölner Straße 58 Karte                       | Dreigeschossiger Verwaltungsbau der Reformarchitektur einschließlich Verbindungsbau Gebäudeäußeres einschließlich Rückseite und Dachflächen Haupttreppenhaus und Nebentreppenhaus mit ornamental gestaltetem Metallgeländer | 1909/1910                                                                    | 10. Juni 1999                                                          | 999 Wikidata     |
| weitere Bilder | Wohn- und Geschäftshaus                                   | Mitte Konrad-Adenauer-Straße 11 Karte              | Zweigeschossiges klassizistisches Wohn- und Geschäftsgebäude |                                                                              | 20. Juni 1988                                                          | 871 Wikidata     |
| weitere Bilder | Wohn- und Geschäftshaus                                   | Mitte Konrad-Adenauer-Straße 13 Karte              | Zweigeschossiges Wohn- und Geschäftshaus im Stil des Spätklassizismus |                                                                              | 20. Juni 1988                                                          | 870 Wikidata     |
| weitere Bilder | Christians-Villen                                         | Mitte Konrad-Adenauer-Straße 72, 74 Karte          | Deckungsgleiche Villenkuben im Stil des Historismus mit klassizistischen Elementen | 1862                                                                         | 21. März 1985                                                          | 611 Wikidata     |
| weitere Bilder | Wohnhaus                                                  | Mitte Kotten 1, 1a, 1b Karte                       | Zweigeschossiges Schieferhaus mit Satteldach, zur Hofschaft Kotten gehörig |                                                                              | 13. März 1985                                                          | 593 Wikidata     |
| weitere Bilder | Wohnhaus                                                  | Mitte Kotten 2 Karte                               | Zweigeschossiges Fachwerkhaus mit Satteldach, zur Hofschaft Kotten gehörig |                                                                              | 13. März 1985                                                          | 594 Wikidata     |
| weitere Bilder | Wohnhaus                                                  | Mitte Kotten 3, 5 Karte                            | Zweigeschossiges, teils verschiefertes Fachwerkhaus mit Satteldach, zur Hofschaft Kotten gehörig |                                                                              | 13. März 1985                                                          | 595 Wikidata     |
| weitere Bilder | Wohnhaus                                                  | Mitte Kotten 4, 6 Karte                            | Zweigeschossiges Fachwerkhaus mit Satteldach, zur Hofschaft Kotten gehörig |                                                                              | 13. März 1985                                                          | 596 Wikidata     |
| weitere Bilder | Wohnhaus                                                  | Mitte Kotten 7, 9 Karte                            | Zweigeschossiges Fachwerkhaus mit Satteldach und Anbau, zur Hofschaft Kotten gehörig |                                                                              | 23. November 1984                                                      | 85 Wikidata      |
| weitere Bilder | Wohnhaus                                                  | Mitte Kronprinzenstraße 26 Karte                   | Zweigeschossiges, traufenständiges Schieferhaus mit Satteldach | 19. Jh.                                                                      | 21. Februar 1991                                                       | 899 Wikidata     |
| weitere Bilder | Wohnhaus                                                  | Mitte Lehn 5 Karte                                 | Zweigeschossiges, teils verschiefertes Fachwerkhaus mit Satteldach und Zwerchhaus, Bruchsteinsockel |                                                                              | 18. September 1984                                                     | 1 Wikidata       |
| weitere Bilder | Wohnhaus                                                  | Mitte Luisenstraße 6 Karte                         | Zweigeschossiges Stadtwohnhaus mit Jugendstilfassade |                                                                              | 18. November 1986                                                      | 645 Wikidata     |
| weitere Bilder | Wohnhaus                                                  | Mitte Luisenstraße 16, 16a, 16b Karte              | Zweigeschossiges Schieferhaus mit eingeschossigen Anbauten zu beiden Seiten |                                                                              | 6. Januar 2004                                                         | 1025 Wikidata    |
| weitere Bilder | Schimmelbuschhaus                                         | Mitte Mangenberger Straße 64, 66 Karte             | Großes, voll verschiefertes Patrizierhaus im Bergischen Stil mit Anbauten | 1739                                                                         | 18. September 1984                                                     | 21 Wikidata      |
| weitere Bilder | Wohnhausgruppe                                            | Mitte Mangenberger Straße 205, 205a, 207 Karte     | Zweigeschossiges Schieferdoppelhaus mit Krüppelwalmdach, Nr. 205 mit seitlich zurückgesetztem eingeschossigen Gebäude (Nr. 205a)                                                                                            | 1. Hälfte 19. Jahrhundert                                                    | 12. Dezember 1984 3. Dezember 1984                                     | 408 409 Wikidata |
| weitere Bilder | Wohnhaus                                                  | Mitte Mangenberger Straße 268 Karte                | Eingeschossiges Schieferhaus mit vier Fensterachsen, Putzsockel und Satteldach |                                                                              | 12. Dezember 1984                                                      | 410 Wikidata     |
| weitere Bilder | Wohnhaus                                                  | Mitte Martin-Luther-Straße 9 Karte                 | Historistische, steil proportionierte Stadtvilla mit Zierfachwerk | 1902                                                                         | 22. Februar 2000                                                       | 1005 Wikidata    |
| weitere Bilder | Eckgebäude                                                | Mitte Martin-Luther-Straße 11 Karte                | Dreigeschossiges Eckwohnhaus mit aufwändig gestalteter Jugendstilfassade und haubenbekröntem Turmerker |                                                                              | 29. Februar 2000                                                       | 1006 Wikidata    |
| weitere Bilder | Wohnhaus                                                  | Mitte Maschinenstraße 11 Karte                     | Zweigeschossiges, traufenständiges, 3-achsiges Schieferhaus mit Satteldach | um 1800                                                                      | 13. März 1985                                                          | 597 Wikidata     |
| weitere Bilder | Doppelwohnhaus                                            | Mitte Maschinenstraße 12, 14 Karte                 | Zweigeschossiges, traufenständiges, voll verschiefertes Fachwerkdoppelhaus mit Satteldach | 1. Hälfte 19. Jahrhundert                                                    | 13. März 1985                                                          | 598 Wikidata     |
| weitere Bilder | Wohnhaus                                                  | Mitte Maschinenstraße 26 Karte                     | Zweigeschossiges, breitgelagertes und giebelständiges Fachwerkhaus mit Putzsockel, Teilverschieferung der Fassade und Satteldach                                                                                            | 18. Jahrhundert                                                              | 13. März 1985                                                          | 599 Wikidata     |
| weitere Bilder | Grundschule                                               | Mitte Meigener Straße 130 Karte                    | Zweieinhalbgeschossiges Schieferhaus Gebäudehülle | 1883 (Hauptgebäude), 1896 (Anbau)                                            | 30. Oktober 1984 (Portal, Treppe) 1. Juli 2013 (Gebäudehülle)          | 152 Wikidata     |
| weitere Bilder | Wohnhaus                                                  | Mitte Meigener Straße 135, 135a, 135b Karte        | Zweigeschossiges Schieferhaus mit Satteldach, zur Hofschaft Meigen gehörig | 18. Jahrhundert                                                              | 16. Oktober 1984 14. August 2001 (Zaunanlage)                          | 82 Wikidata      |
| weitere Bilder | Grundschule                                               | Mitte Mittelgönrather Straße 1 Karte               | Zweigeschossiges Schulhaus mit schlichter, verputzter Fassade inklusive Aborthäuschen (Gebäudehülle) | um 1899                                                                      | 30. Oktober 1984                                                       | 149 Wikidata     |
| weitere Bilder | Wohnhaus                                                  | Mitte Nacken 1, 1a Karte                           | Zweigeschossiges Fachkwerhaus mit Schleppdach, eine bauliche Einheit mit Nacken 3, zur Hofschaft Nacken gehörig |                                                                              | 12. Dezember 1984                                                      | 412 Wikidata     |
| weitere Bilder | Wohnhaus                                                  | Mitte Nacken 3 Karte                               | Teils verbretterter Fachwerkhauskomplex mit Schleppdach, eine bauliche Einheit mit Nacken 1, 1a, zur Hofschaft Nacken gehörig                                                                                               |                                                                              | 12. Dezember 1984                                                      | 413 Wikidata     |
| weitere Bilder | Wohnhaus                                                  | Mitte Nacken 5 Karte                               | Eingeschossiges Fachwerkhaus mit Satteldach, zur Hofschaft Nacken gehörig |                                                                              | 17. Juli 1986                                                          | 643 Wikidata     |
| weitere Bilder | Wohnhaus                                                  | Mitte Nacken 9 Karte                               | Langgestreckter Fußteil eines L-förmig angeordneten Fachwerkhauskomplexes der Hausnummer 9, 9a, zur Hofschaft Nacken gehörig                                                                                                |                                                                              | 14. Dezember 1984                                                      | 414 Wikidata     |
| weitere Bilder | Wohnhaus                                                  | Mitte Nacker Weg 47 Karte                          | Zweigeschossiges Fachwerkhaus mit Putzsockel und Satteldach, zur Hofschaft Nacken gehörig | um 1840                                                                      | 13. März 1985                                                          | 608 Wikidata     |
| weitere Bilder | Wohnhaus                                                  | Mitte Obengönrath 10 Karte                         | Kleines, schmales, teils verschiefertes Fachwerkhaus mit Satteldach |                                                                              | 28. Juli 1987                                                          | 799 Wikidata     |
| weitere Bilder | Wohnhaus                                                  | Mitte Obengönrath 12 Obengönrath 14 Karte          | Teil des großen, teils verschieferten Fachwerkhauskomplexes der Hausnummern 12, 14, 16, 16a |                                                                              | 7. August 1987                                                         | 805 806 Wikidata |
| weitere Bilder | Wohnhaus                                                  | Mitte Obengönrath 16, 16a Karte                    | Teil des großen, teils verschieferten Fachwerkhauskomplexes der Hausnummern 12, 14, 16, 16a |                                                                              | 7. August 1987                                                         | 807 Wikidata     |
| weitere Bilder | Wohnhaus                                                  | Mitte Potsdamer Straße 13/15 Karte                 | Zweigeschossiges, voll verschiefertes Fachwerkdoppelhaus | 1912                                                                         | 16. Mai 1988                                                           | 868 Wikidata     |
| weitere Bilder | Napoleonsbrücke                                           | Mitte Remscheider Straße Karte                     | Stein-Bogenbrücke | 1846 bis 1849                                                                | 15. April 2004                                                         | 1028 Wikidata    |
| weitere Bilder | Doppelwohnhaus                                            | Mitte Richard-Wagner-Straße 25, 27 Karte           | Großer, zweigeschossiger Fachwerkgebäudekomplex mit Anbau und Satteldach, auf dem Eckgrundstück zur Eintrachtstraße gelegen und zur Hofschaft Untenscheidt gehörig                                                          |                                                                              | 28. September 1984                                                     | 44 Wikidata      |
| weitere Bilder | Wohnhaus                                                  | Mitte Richard-Wagner-Straße 30–32 Karte            | Zweigeschossiges, traufenständiges Fachwerkhaus mit drei Fensterachsen, Putzsockel und Satteldach, zur Hofschaft Untenscheidt gehörig                                                                                       |                                                                              | 16. Oktober 1984                                                       | 79 Wikidata      |
| weitere Bilder | Nebengebäude                                              | Mitte Richard-Wagner-Straße 34 Karte               | Kleines, eingeschossiges Fachwerkhaus mit Satteldach, zur Hofschaft Untenscheidt gehörig |                                                                              | 16. Oktober 1984                                                       | 79 Wikidata      |
| weitere Bilder | Wohnhaus                                                  | Mitte Richard-Wagner-Straße 41 Karte               | Kleines zweigeschossiges, traufenständiges Fachwerkhaus mit hohem Putzsockel, Freitreppe und Satteldach, zur Hofschaft Untenscheidt gehörig                                                                                 |                                                                              | 9. Oktober 1984                                                        | 56 Wikidata      |
| weitere Bilder | Wohnhaus                                                  | Mitte Richard-Wagner-Straße 43 Karte               | Zweigeschossiges, giebelständiges Fachwerkhaus mit Satteldach, zur Hofschaft Untenscheidt gehörig |                                                                              | 14. März 1985                                                          | 56 Wikidata      |
| weitere Bilder | Ehem. Kraftstation der Solinger Straßenbahn               | Mitte Schlachthofstraße 8 Karte                    | Zweigeschossige Fabrikhalle mit Ziegelsichtfassade und Flachdach, aufwändige Fassadengestaltung durch Pilastergliederung, Ziegelornamente und Traufgesims                                                                   |                                                                              | 30. November 1989                                                      | 886 Wikidata     |
| weitere Bilder | Wohnhaus                                                  | Mitte Schrodtberg 22 Karte                         | Zweigeschossiges Fachwerkhaus mit Satteldach, zur Hofschaft Schrodtberg gehörig |                                                                              | 4. August 1987                                                         | 803 Wikidata     |
| weitere Bilder | Wohnhaus                                                  | Mitte Schrodtberg 27 Karte                         | Eingeschossiger Putzbau mit Satteldach und Anbau, ehemaliges Schulgebäude Schrodtberg | 1828                                                                         | 21. Februar 1991                                                       | 903 Wikidata     |
| weitere Bilder | ehemalige Brauerei Beckmann                               | Mitte Schützenstraße 39–43 Karte                   | Fabrikgebäude mit Ziegelfassaden Brauereiturm Flaschenraum Schlosserei |                                                                              | 25. Oktober 2010                                                       | 1034 Wikidata    |
| weitere Bilder | August-Dicke-Schule                                       | Mitte Schützenstraße 44 Karte                      | Großes Schulgebäude mit Ziegelfassade im Stil des Expressionismus | 1927 bis 1930                                                                | 30. Oktober 1984                                                       | 147 Wikidata     |
| weitere Bilder | Verwaltungs- und Lagergebäude der ehemaligen Firma Rasspe | Mitte Stöcken 17 Karte                             | Gebäudekomplex aus zwei zweigeschossigen Bauten mit repräsentativen Ziegelsichtfassaden im Stil des Historismus | 1903 (Lagergebäude), 1922/23 (Verwaltungsgebäude)                            | 22. Februar 2016                                                       | 1047 Wikidata    |
| weitere Bilder | Wohnhaus                                                  | Mitte Stöcken 60 Karte                             | Zweigeschossiges, schieferverkleidetes Traufenhaus mit drei Fensterachsen unter Satteldach |                                                                              | 10. Juni 1991                                                          | 905 Wikidata     |
| weitere Bilder | Gönrather Hof                                             | Mitte Untengönrather Straße 41, 43 Karte           | Großvolumiges, teils verschiefertes Fachwerkhaus mit Anbauten (ehemaliges Gutshaus) |                                                                              | 12. Dezember 1984                                                      | 417 Wikidata     |
| weitere Bilder | Wohn- und Geschäftshaus                                   | Mitte Werwolf 12 Karte                             | Dreigrschossiges Stadtwohnhaus mit reich verzierter historistischer Fassade | 1900                                                                         | 28. Juli 1987                                                          | 797 Wikidata     |
| weitere Bilder | Villa                                                     | Mitte Wilhelmshöhe 2 Karte                         | Prachtvolle Turmvilla im Stil des Historismus | 1902                                                                         | 29. März 1988                                                          | 865 Wikidata     |
| weitere Bilder | Villa                                                     | Mitte Wilhelmshöhe 24 Karte                        | Zweigeschossige Stadtvilla des Klassizismus | 1829                                                                         | 30. Januar 1998                                                        | 979 Wikidata     |
| weitere Bilder | Wohnhaus                                                  | Mitte Windfeln 6 Karte                             | Zweigeschossiges, teils verschiefertes Fachwerkhaus mit Satteldach, zur Hofschaft Windfeln gehörig |                                                                              | 18. Oktober 1984                                                       | 69 Wikidata      |
| weitere Bilder | Wohnhaus                                                  | Mitte Windfeln 15 Karte                            | Zweigeschossiges Fachwerkhaus mit Satteldach, eine bauliche Einheit mit Windfeln 17, zur Hofschaft Windfeln gehörig |                                                                              | 25. März 1985                                                          | 610 Wikidata     |
| weitere Bilder | Wohnhaus                                                  | Mitte Windfeln 17 Karte                            | Zweigeschossiges Fachwerkhaus mit Satteldach, eine bauliche Einheit mit Windfeln 15, zur Hofschaft Windfeln gehörig |                                                                              | 18. September 1984                                                     | 22 Wikidata      |
| weitere Bilder | Gerichtsgebäude                                           | Mitte Wupperstraße 32 Karte                        | Dreigeschossiger Verwaltungsbau im Stil des Klassizismus | 1857, 1898, 1917                                                             | 29. November 1984                                                      | 369 Wikidata     |

## Ehemalige Baudenkmäler
| Bild | Bezeichnung        | Lage                          | Beschreibung                                                    | Bauzeit | Eingetragen seit                           | Denkmal- nummer |
| ---- | ------------------ | ----------------------------- | --------------------------------------------------------------- | ------- | ------------------------------------------ | --------------- |
| BW   | Hedderich-Pavillon | Mitte Kölner Straße 103 Karte | Verkaufspavilion in Glasarchitektur abgerissen im Dezember 2011 | 1961    | 15. April 2004 ausgetragen im Oktober 2011 | 1029            |